# Wolfsschanze

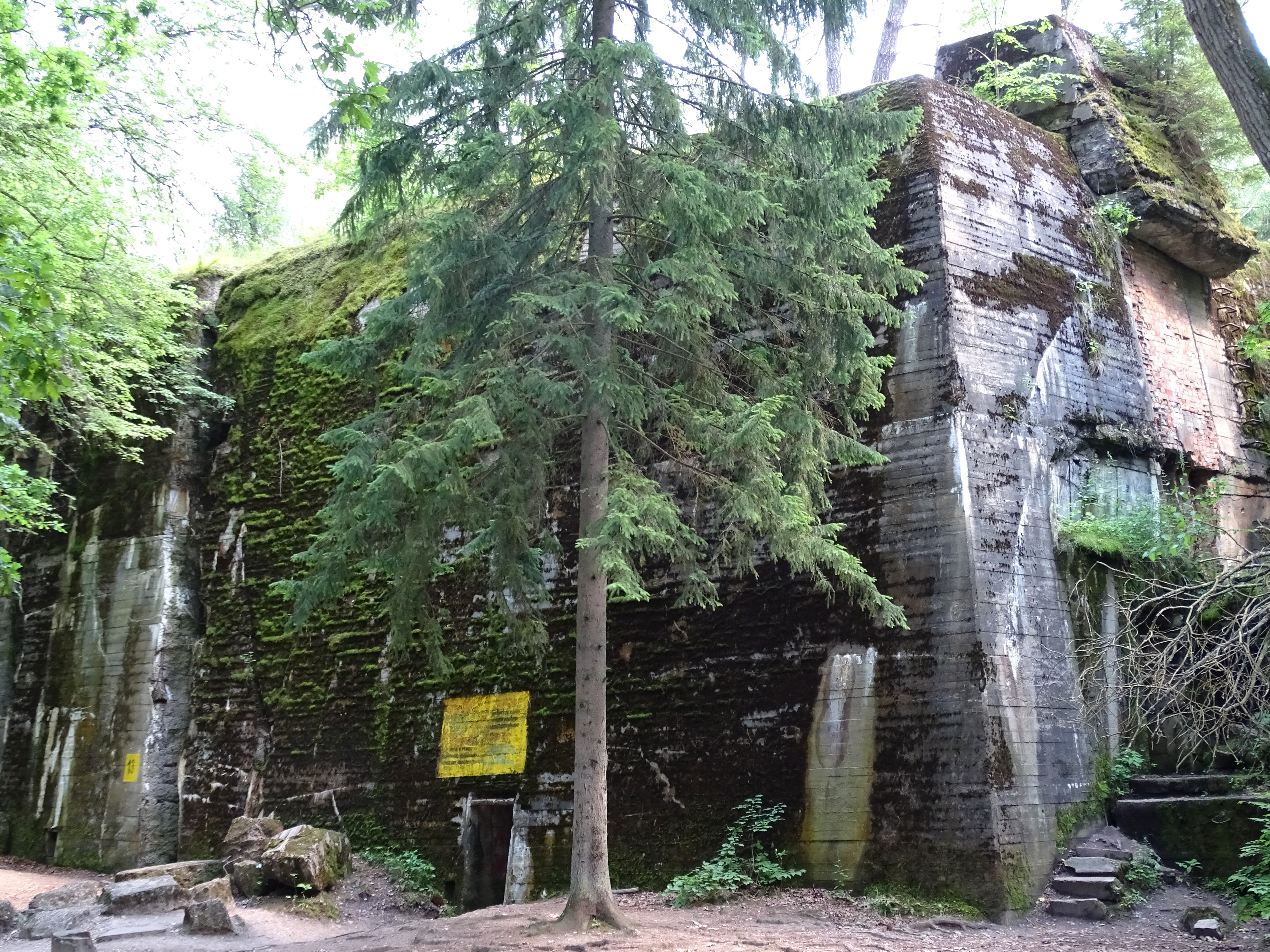
Ruínas do bunker de Hitler na Toca do Lobo, em 2016.

Wolfsschanze (em português: Toca do Lobo) foi o nome em código de um dos maiores quartéis-generais (Q.G.) de Adolf Hitler durante a Segunda Guerra Mundial.

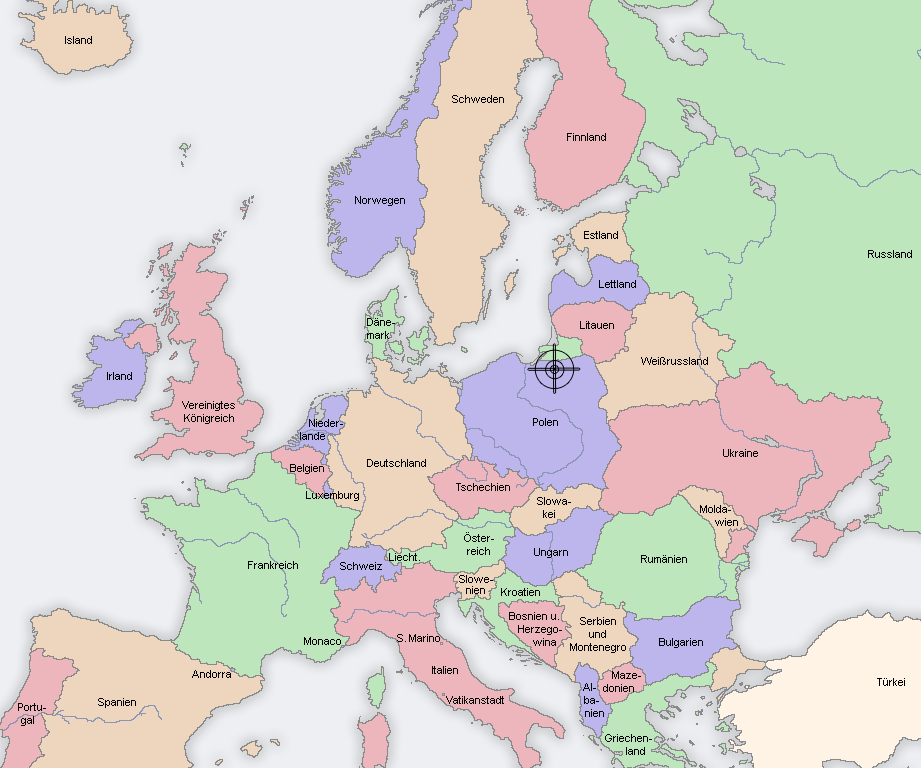
Localização na Europa atual.

O complexo encontrava-se perto de Rastenburg (atual Kętrzyn), à época Prússia Oriental e hoje, território da Polônia. Foi construído no ano de 1941 para a ofensiva alemã sobre a Rússia (Operação Barbarossa). Possuía cerca de 80 edifícios camuflados, dos quais 50 eram búnquers, estava rodeado de campos minados e arames farpados e era escondido dentro de um bosque fechado. Tinha a sua própria central elétrica e recebia mantimentos de uma base aérea próxima. Foi abandonado pelos nazistas três anos mais tarde, mais precisamente em novembro de 1944, quando o Exército Vermelho avançava junto à fronteira da Prússia.
Na Toca do Lobo foi executado o frustrado atentado de 20 de julho de 1944, planejado principalmente por Claus von Stauffenberg, que foi imediatamente executado, junto com outros envolvidos e seus familiares próximos. Este foi um dos vários atentados dos grupos da resistência alemã para matar o Führer.
Perante a proximidade das tropas russas, Hitler abandonou o local a 20 de novembro de 1944, e a 4 de dezembro foi emitida a ordem secreta de destruir todo o complexo, a qual seria posta em prática apenas no dia 24 de janeiro de 1945. Na sua destruição foram utilizados entre 8 a 10 toneladas de explosivos por cada fortificação, mas essa quantidade não foi suficiente para o destruir completamente.
Hoje, o lugar é uma atração turística popular e lá pode ser encontrado um monumento aos conspiradores de 20 de julho de 1944.

## Vida de Hitler noWolfsschanze

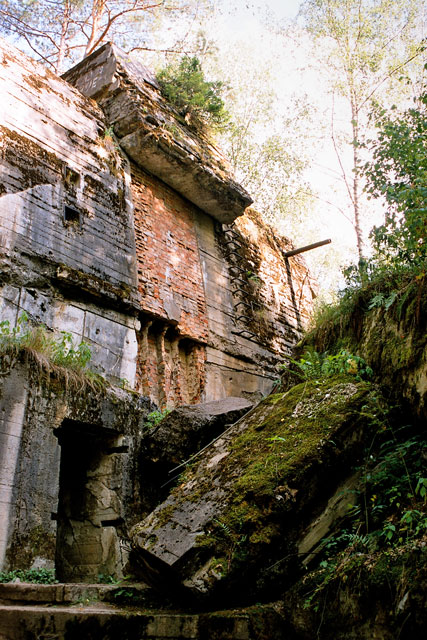
Restos das maiores paredes da Wolfsschanze.

Em seu quarto no Wolfsschanze, assim como em todos os alojamentos de Hitler, havia somente uma simples cama de campanha e um criado-mudo, sobre o qual havia apenas um retrato de sua mãe Klara Hitler; Hitler não mantinha objetos pessoais. Todo dia, o criado pessoal de Hitler, Heinz Linge, levava ao Führer os relatórios dos bombardeios noturnos e seu café da manhã, muito simples. Todos os relatórios indicam que nesta época Hitler estava deprimido. Tinha insônia, passava a noite trabalhando e só ia dormir às seis ou sete horas da manhã. Hitler sentia-se muito mal quanto aos recuos militares, ficando paranoico e solitário.

## Origem do nome
A alcunha de Hitler, "Wolf" (Lobo), provavelmente surgiu da palavra Adolf no Alto-alemão antigo, adal e lobo ("nobre lobo"). Hitler começou a usar o apelido no início dos anos 1920. A alcunha também é utilizada nos nomes das várias sedes de Hitler espalhadas pela Europa continental, que incluem também o Wolfsschlucht, na Bélgica e o Wehrwolf, na Ucrânia.